# 1-es villamos (Bécs)
A bécsi 1-es jelzésű villamos egyike a Bécs belvárosában közlekedő villamosvonalaknak. Útvonalát sokszor módosították, egy időben csak a Ringet járta körbe a 2-es villamossal ellentétes irányban. Ma is nagyrészt a Ringen halad, összeköti Bécs több részét a belvárossal. Egyik végállomása a Prater főfasora, a másik a délen fekvő Fadinger István tér.

## Útvonala
A kék csíkkal megjelölt helyen a pálya a föld alatti villamosalagútban vezet. 
| - Margaretengürtel - Kliebergasse |

| - Kliebergasse - Margaretengürtel |

## Története
Az új egyes villamost 1981 március elsején adták át a forgalomnak, ekkor a Ringet kötötte össze az északkeleti Stadlau híddal (Stadlauer Brücke). Ezt az útvonalát öt év múlva, 1986-ban nagy mértékben átalakították. A villamosjárat ekkortól csak a Ringen járt körbe, a kimaradó szakaszt a ma már nem létező új 21-es villamossal váltották ki. A megmaradt útvonalon az 1-es jelzésű járat a Ringet a 2-es vonalhoz hasonlóan, ám ellentétes irányba járta körbe.  A Ringen köröző járat az ide sugár irányba érkező villamosok között teremtettkapcsolatot, valamint a turisták körében is igen népszerű lett.

A Ringkoncepció keretében a villamosjáratot 2008. október 26-án nagymértékben átszervezték, megszüntetve ezzel a körjárat jelleget, az 1-es és 2-es járatok innentől kezdve már nem csak egy kört írnak le. Őket összevonták a korábban ráhordó jellegű villamosokkal, az így  meghosszabbított 1-es villamos magába olvasztotta a korábbi Stefan-Fadinger-Platzhoz közlekedő 65-ös járatot, valamint keleti irányba az  N jelzésű villamos útvonalán lett vezetve Prater Hauptallee irányába, és így alakult ki a jelenlegi útvonala. A korábbi, a Ringet körbejáró útvonalán ma városnéző járat közlekedik.

## Járművek
A viszonylaton alacsony padlós ULF villamosok valamint magas padlós E sorozatú  villamosok vegyesen közlekednek. ULF-ek közül a B és B1 altípusokkal lehet találkozni, az E sorozat tagjai közül pedig már csak az E2-es altípussal lehet utazni, az E1-esek utoljára 2015-ben közlekedtek itt. A kocsikiadást Favoriten és Gürtel kocsiszínek biztosítják.

## Megállóhelyei
| 1 (Stefan-Fadinger-Platz ◄► Prater Hauptallee) | 1 (Stefan-Fadinger-Platz ◄► Prater Hauptallee) | 1 (Stefan-Fadinger-Platz ◄► Prater Hauptallee) | 1 (Stefan-Fadinger-Platz ◄► Prater Hauptallee)         | 1 (Stefan-Fadinger-Platz ◄► Prater Hauptallee) |
| Perc (↓)                                       | Megállóhely                                    | Perc (↑)                                       | Átszállási kapcsolatok                                 |                                                |
| ---------------------------------------------- | ---------------------------------------------- | ---------------------------------------------- | ------------------------------------------------------ | ---------------------------------------------- |
| 0                                              | Stefan-Fadinger-Platz végállomás               | 44                                             | 15A, 65A                                               |                                                |
| 2                                              | Windtenstraße                                  | 43                                             |                                                        |                                                |
| 3                                              | Troststraße                                    | 42                                             |                                                        |                                                |
| 4                                              | Davidgasse                                     | 41                                             | 7A                                                     |                                                |
| 5                                              | Knöllgasse                                     | 39                                             | 6                                                      |                                                |
| 7                                              | Matzleinsdorfer Platz                          | 37                                             | S1 , S2 , S3 , S4 , S80 6, 18, 62 14A Wiener Lokalbahn |                                                |
| 9                                              | Kliebergasse                                   | 35                                             | 18, 62 Wiener Lokalbahn                                |                                                |
| 10                                             | Laurenzgasse                                   | 34                                             | 62 Wiener Lokalbahn                                    |                                                |
| 12                                             | Johann-Strauß-Gasse                            | 33                                             | 62 Wiener Lokalbahn 13A                                |                                                |
| 13                                             | Mayerhofgasse                                  | 31                                             | 62 Wiener Lokalbahn                                    |                                                |
| 14                                             | Paulanergasse                                  | 30                                             | 62 Wiener Lokalbahn                                    |                                                |
| 15                                             | Resselgasse                                    | 29                                             | 62 Wiener Lokalbahn                                    |                                                |
| 17                                             | Karlsplatz                                     | ∫                                              | U1 , U4 62 4A, 59A Wiener Lokalbahn                    |                                                |
| 19                                             | Oper, Karlplatz                                | 27                                             | U1 , U4 2, 62, 71, D, U2Z Wiener Lokalbahn             |                                                |
| 20                                             | Burgring                                       | 25                                             | 2, 71, D, U2Z 57A                                      |                                                |
| 22                                             | Ring, Volkstheater                             | 23                                             | U3 2, 46, 49, 71, D, U2Z 48A                           |                                                |
| 23                                             | Parlament                                      | 22                                             | 2, 71, D, U2Z                                          |                                                |
| 24                                             | Rathausplatz, Burgtheater                      | 21                                             | 71, D, U2Z                                             |                                                |
| 26                                             | Schottentor                                    | 20                                             | U2 37, 38, 40, 41, 42, 43, 44, 71, D, U2Z 1A, 40A      |                                                |
| 29                                             | Börse                                          | 18                                             | 71, D, U2Z 3A                                          |                                                |
| 29                                             | Schottenring                                   | 15                                             | U2 , U4 31, U2Z 3A                                     |                                                |
| 30                                             | Salztorbrücke                                  | 14                                             | 2A                                                     |                                                |
| 32                                             | Schwedenplatz                                  | 13                                             | U1 , U4 2, VRT 2A                                      |                                                |
| 34                                             | Julius-Raab-Platz                              | 11                                             | 2                                                      |                                                |
| 36                                             | Hintere Zollamtsstraße                         | 9                                              | O                                                      |                                                |
| 37                                             | Radetzkyplatz                                  | 8                                              | O                                                      |                                                |
| 39                                             | Hetzgasse (Hundertwasser-ház)                  | 6                                              |                                                        |                                                |
| 40                                             | Löwengasse                                     | 5                                              | 4A                                                     |                                                |
| 41                                             | Wittelsbachstraße                              | 3                                              | 4A, 80A                                                |                                                |
| 43                                             | Prater Hauptallee végállomás                   | 0                                              |                                                        |                                                |

## Galéria

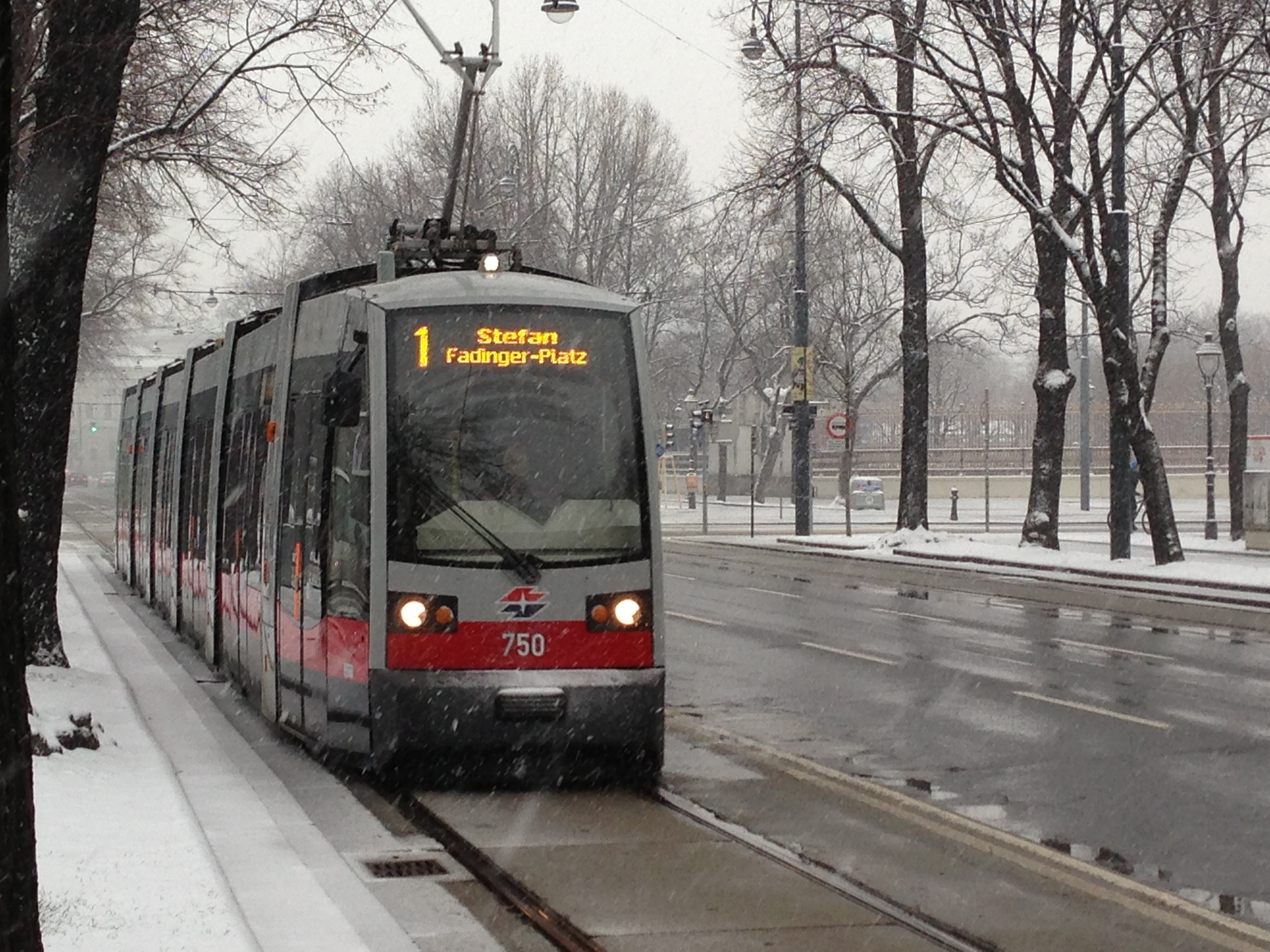
ULF villamos a Ringen havazásban
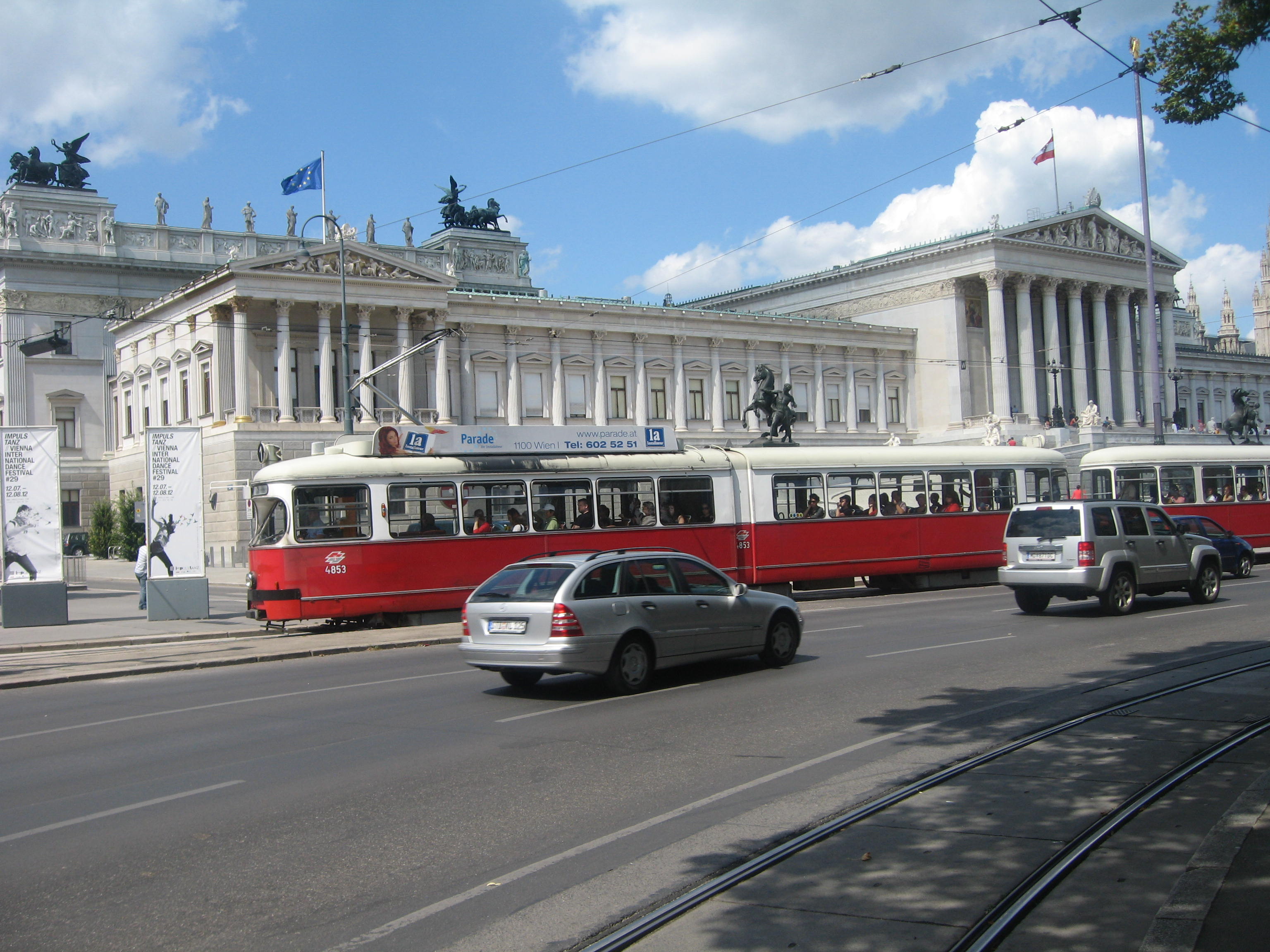
E1 az osztrák parlament előtt
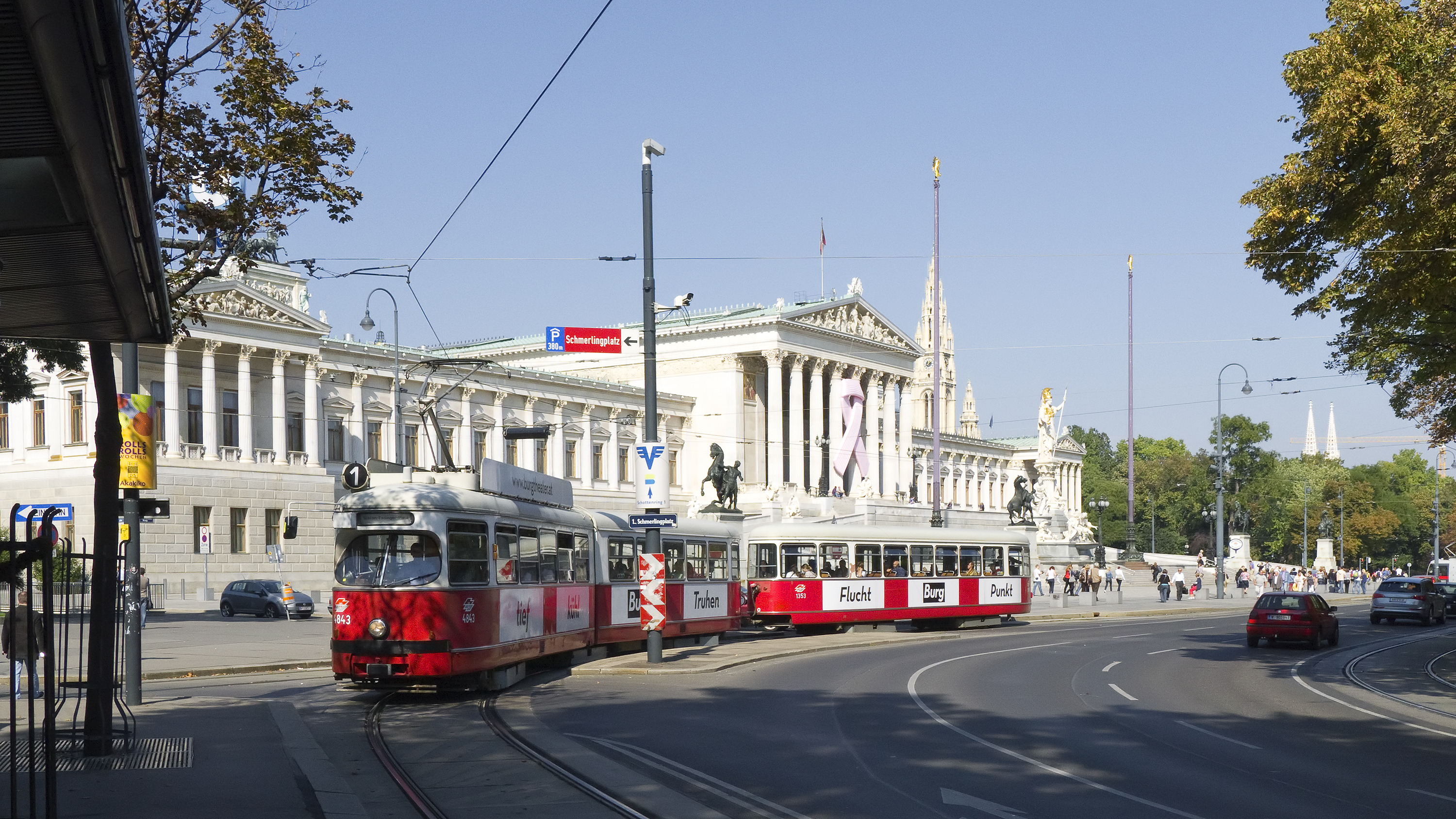
Dr.-Karl-Renner-Ring megálló. Háttérben a Parlament
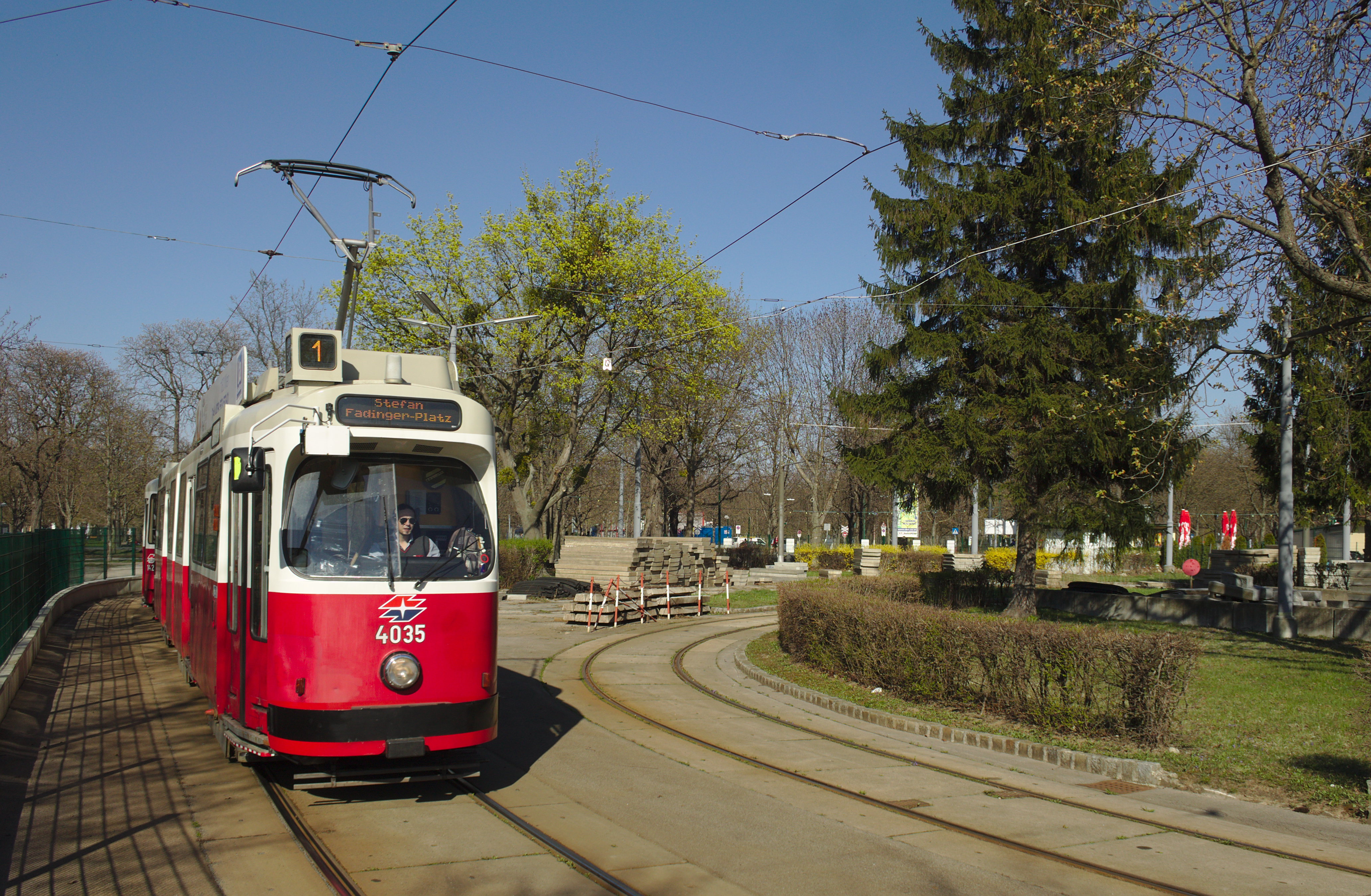
SGP E2 Prater Hauptallee végállomásnál
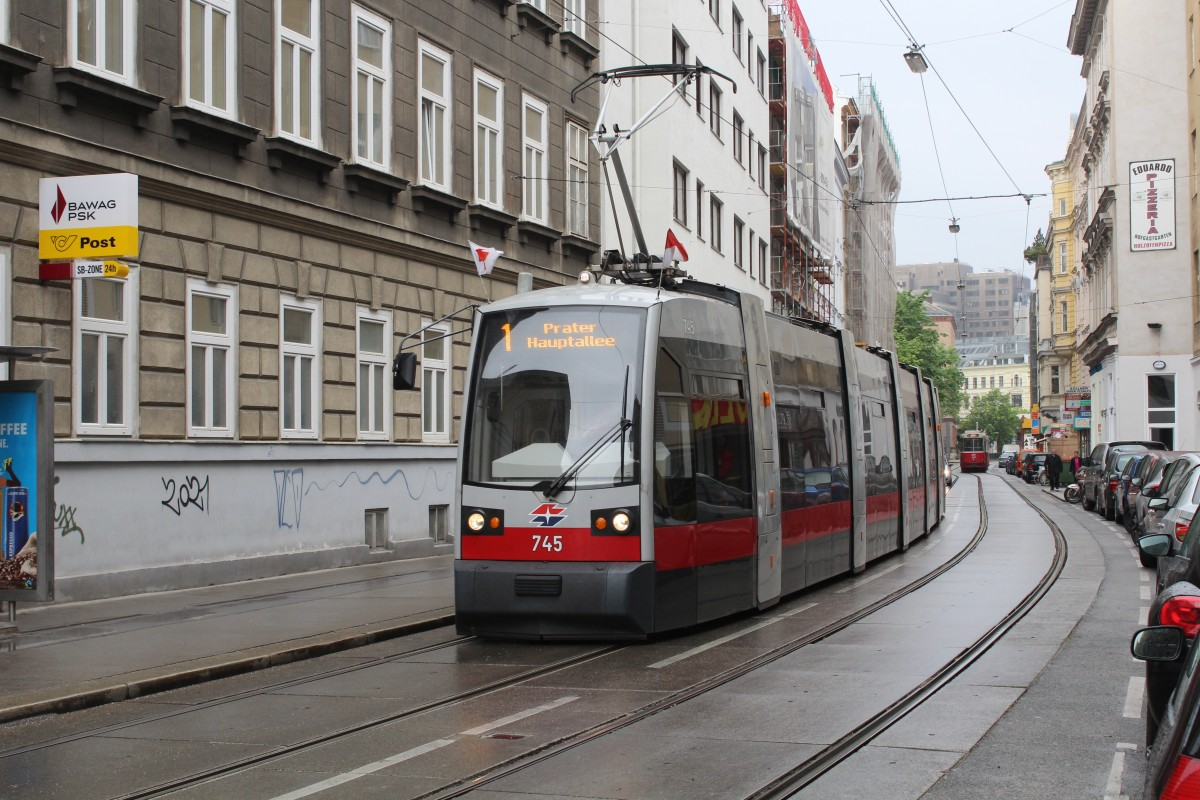
ULF a Löwengassénál